# Kundratice (okres Žďár nad Sázavou)
Kundratice (německy Kundratitz) jsou obec v okrese Žďár nad Sázavou v Kraji Vysočina. Žije zde 175 obyvatel.

## Historie
První písemná zmínka o obci pochází z roku 1358.
| Rok            | 1869 | 1880 | 1890 | 1900 | 1910 | 1921 | 1930 |      |
| Počet obyvatel | 364  | 331  | 319  | 309  | 289  | 283  | 310  |      |
| Rok            | 1950 | 1961 | 1970 | 1980 | 1991 | 2001 | 2006 | 2013 |
| Počet obyvatel | 260  | 277  | 247  | 236  | 196  | 205  | 188  | 183  |

## Pamětihodnosti
- Kaple sv. Václava
- Smírčí kříž

## Významní rodáci
- Alois Mezník (1911–1942), příslušník 311. československé bombardovací perutě RAF